# Forze di Difesa del Popolo
Le Forze di Difesa del Popolo (in curdo Hêzên Parastina Gel, sigla: HPG) sono l'ala militare del Partito dei Lavoratori del Kurdistan. 
Presenti dal 1984 nelle regioni a prevalenza curda nel confine tra Turchia, Iraq e Iran, l'azione guerrigliera delle HPG ha come obiettivo la lotta contro lo Stato turco per l'autonomia del Kurdistan e l'autogoverno e l'autogestione delle città e dei villaggi su modello del Confederalismo democratico.
L'HPG è attiva nel conflitto intrapreso dalle forze curde contro lo Stato Islamico e ha partecipato insieme alle Unità di Protezione Popolare e alle Unità di Protezione delle Donne alla resistenza e alla liberazione, tra agosto 2014 e gennaio 2015, contro l'Assedio di Kobanê da parte delle mizie dell'ISIS.
| Controllo di autorità | VIAF (EN) 85146937719013831612 · GND (DE) 1106259327 |